# Shelley Hennig
Shelley Catherine Hennig (Destrehan, Luisiana; 2 de enero de 1987) es una actriz y modelo estadounidense. Fue una de las ganadoras del concurso de belleza de Destrehan en Louisiana como Miss Teen USA en 2004. Es conocida por haber interpretado a Stephanie Johnson en la teleserie Days of Our Lives y a Diana Meade en The Secret Circle, así como por interpretar a Malia Hale en Teen Wolf.

## Biografía

### Primeros años
Hennig nació en Destrehan, Louisiana. Asistió a la Destrehan High School donde recibió el premio a la Excelencia Académica Estudiantil. Es una consumada bailarina, después de haber ganado muchos premios en competiciones de baile. También disfruta de la escritura y dos de sus poemas han sido publicados en el Libro de Jóvenes autores de poesía. 
Hennig se ha convertido en una defensora contra el consumo de alcohol en menores a causa de la muerte de uno de sus hermanos. Ha trabajado con una organización local de Luisiana sin fines de lucro llamada "CADA" (Consejo sobre el Alcohol y Abuso de Drogas), enseñando a compañeros y otros jóvenes acerca del impacto y las consecuencias del abuso de drogas y alcohol.
Ganó el Miss Teen Luisiana 2004, un concurso de belleza celebrado en Lafayette, Luisiana en noviembre de 2003. En agosto de 2004, Hennig representó a su estado natal en el Miss Teen USA, coronándose como ganadora. El premio incluía un contrato de modelaje por un año con Trump Modeling Management y una beca para el Conservatorio de Nueva York para las Artes dramáticas.

### Carrera
El 20 de abril de 2007, Hennig se unió al elenco de Days of Our Lives como Stephanie Johnson, papel interpretado anteriormente por Shayna Rose. En 2010 recibió una nominación a los Premios Daytime Emmy como mejor actriz joven en una serie dramática. El 18 de enero de 2011 Hennig anunció que dejaría Days of Our Lives. 
Entre 2011 y 2012, interpretó a Diana Meade en la serie de televisión The Secret Circle, basada en la serie de libros escrita por L. J. Smith. También apareció en la serie de MTV Zach Stone Is Gonna Be Famous como Christy.
Apareció como invitada en la tercera temporada de Teen Wolf, interpretando a Malia Tate. Fue ascendida al elenco principal de la serie a partir de la cuarta temporada.

## Filmografía
| Cine             | Cine                                                                 | Cine                  | Cine                                             |  |
| Año              | Película                                                             | Rol                   | Notas                                            |  |
| ---------------- | -------------------------------------------------------------------- | --------------------- | ------------------------------------------------ |  |
| 2014             | Unfriended                                                           | Blaire Lily           |                                                  |  |
| 2014             | Ouija                                                                | Debbie                |                                                  |  |
| 2015             | Scout                                                                | Melinda               |                                                  |  |
| 2016             | Summer of 8                                                          | Lily                  |                                                  |  |
| 2017             | When We First Met                                                    | Carrie Gray           |                                                  |  |
| 2017             | Roman J. Israel, Esq                                                 | Olivia Reed           |                                                  |  |
| 2017             | The After Party                                                      | Alicia                |                                                  |  |
| 2023             | Teen Wolf: The Movie                                                 | Malia Hale            | Elenco Principal                                 |  |
| 2024             | Cult Killer                                                          | Jamie Douglas         |                                                  |  |
| Televisión       |                                                                      |                       |                                                  |  |
| Año              | Título                                                               | Rol                   | Notas                                            |  |
| 2007-2011, 2017- | Days of Our Lives                                                    | Stephanie Johnson     | 465 episodios                                    |  |
| 2011-2012        | The Secret Circle                                                    | Dianna Meade          | Elenco principal                                 |  |
| 2013             | Justified                                                            | Jackie Nevada         | 1 episodio                                       |  |
| 2013             | Zach Stone Is Gonna Be Famous Zach                                   | Christy Ackerman      | Recurrente                                       |  |
| 2013-2017        | Teen Wolf                                                            | Malia Tate/Malia Hale | Invitada (temp. 3), elenco principal (temp. 4-6) |  |
| 2014             | Blue Bloods                                                          | Maya                  | 1 episodio                                       |  |
| 2014             | Friends with Better Lives                                            | Molly                 | 1 episodio                                       |  |
| 2017             | Crossing Liberty                                                     | Carly Ambrose         | Elenco principal, 8 episodios.                   |  |
| 2022             | The woman in the house across the street from the girl in the window | Lisa Maines           | Elenco secundario, 3 episodios.                  |  |
| 2023             | ``Hechos Polvo``                                                     | Ava Winters           | Elenco Principal, 8 episodios.                   |  |

## Premios y nominaciones
| Año  | Premio               | Categoría                                 | Trabajo nominado  | Resultado |
| ---- | -------------------- | ----------------------------------------- | ----------------- | --------- |
| 2010 | Premios Daytime Emmy | Mejor actriz joven en una serie dramática | Days of Our Lives | Nominada  |
| 2012 | Premios Daytime Emmy | Mejor actriz joven en una serie dramática | Days of Our Lives | Nominada  |
| 2016 | Teen Choice Awards   | Choice Summer TV Actress                  | Teen Wolf         | Ganadora  |
| 2017 | Teen Choice Awards   | Choice Summer TV Actress                  | Teen Wolf         | Nominada  |